# Camren Bicondova
Camren Bicondova (ur. 22 maja 1999 w San Diego) – amerykańska aktorka telewizyjna i filmowa, a także tancerka.

## Życiorys
Taniec zaczęła trenować w wieku sześciu lat. Dołączyła do utworzonej na Hawajach dziewczęcej grupy tanecznej, z którą w 2012 zajęła drugie miejsce w talent show America’s Best Dance Crew. W tym samym roku wystąpiła w filmie o tematyce tanecznej Battlefield America.
W 2014 otrzymała rolę młodej Seliny Kyle w Gotham, dołączając do głównej obsady tego serialu. Otrzymała za nią nominację do Saturna dla najlepszego młodego aktora lub aktorki w serialu telewizyjnym.

## Wybrana filmografia
- 2011: Taniec rządzi (serial TV)
- 2012: Battlefield America
- 2013: GirlHouse
- 2014: Gotham (serial TV)[1]